# Kirche der Gottesmutter von Częstochowa (Lipie)
Die Kirche der Gottesmutter von Częstochowa (Tschenstochau; polnisch Kościół Matki Bożej Częstochowskiej) in Lipie in der polnischen Woiwodschaft Westpommern – dem einstigen Arnhausen in Hinterpommern – ist ein in seinen Grundmauern wohl bereits 1462 im gotischen Baustil errichteter Sakralbau aus Feld- und Ziegelsteinen. Die Pfarrkirche war bis 1945 evangelisch und ist seit 1946 römisch-katholisch.

## Geographische Lage
Lipie liegt im nordöstlichen Bereich der Woiwodschaft Westpommern an einer Nebenstraße, die die Kreisstädte Białogard (Belgard) und Świdwin (Schivelbein) über Rąbino (Groß Rambin) miteinander verbindet. Rąbino ist die nächste Bahnstation an der Bahnstrecke Stargard Szczeciński–Gdańsk.
Die Kirche steht im westlichen Dorfbereich nahe der Hauptstraße und unweit des Flüsschens Mogilica (Muglitz).

## Kirchengebäude

### Bau und Baugeschichte
Im Jahre 1462 sollen die Grundmauern der der hl. Gertrud von Nivelles geweihten Kirche entstanden sein. Feld- und Ziegelsteine bildeten das Mauerwerk des im gotischen Baustil errichteten Gebäudes, das in der Zeit seines Bestehens mehrfachen An- und Umbauten unterworfen war – wie das Kirchenschiff bereits in der zweiten Hälfte des 16. Jahrhunderts, das in der jetzigen Form wohl im Jahre 1586 entstand. Hierauf deuten die kaum noch lesbaren Worte an der Südseite des Kirchturms …PASTOR. ECC…1586 eines Setzsteins hin, die auf den nicht mehr erkennbaren Namen des Pastors, dann aber auf den Bauherrn hinweisen, wobei an den Gutsbesitzer Eccard (auch: Egkart) von Manteuffel gedacht wird, der 1613 in der Kirche beigesetzt wurde. Im Jahre 1816 wurde an der Ostseite ein Chorschluss angebaut.

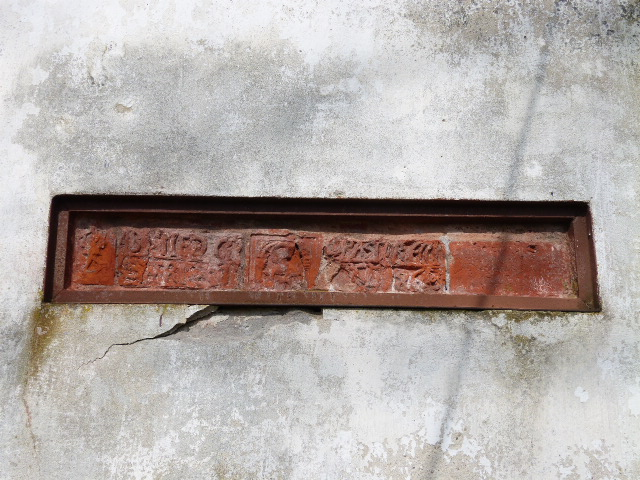
Setzstein mit Inschrift

Der Kirchturm hat ein spitzbogig geschlossenes Portal, das nach außen viermal und nach innen einmal rechtwinklig abgesetzt ist. In den obersten Turmgeschossen befinden sich zwei Paar flachbogig überwölbte Blenden bzw. Fenster auf jeder Seite. Kirchenschiff und Turm haben ein einfaches Sockelgesims. Die Fenster sind mit Stichbögen überwölbt. Auf der Südseite befindet sich eine mit gekuppelten Rundbögen überdeckte Blende in der Wand. Das Südportal der Kirche ist ohne Profilierung.
Im Kircheninnern enden die Strebepfeiler unter dem Hauptgesims und sind einmal seitlich und nach vorne abgeschrägt. Die Ausstattung ist heute sehr schlicht. Bereits vor 1945 war sie sehr einfach gehalten. Damals stand die Kanzel über dem Altar und war von 1782 datiert. Sie hatte in den Füllungen aus Holz geschnitztes barockes Blattornament. Ein schmuckloses kleines Gestühl an der Tür hatte die Inschrift: Die Fr. Past. Engelcken hat diesen Stull Gott zu Ehren anno 1731 erbauen lassen. Zur Ausstattung der Kirche gehörte ferner ein Abendmahlskelch, der 1532 von Else von Manteuffel gestiftet worden war.

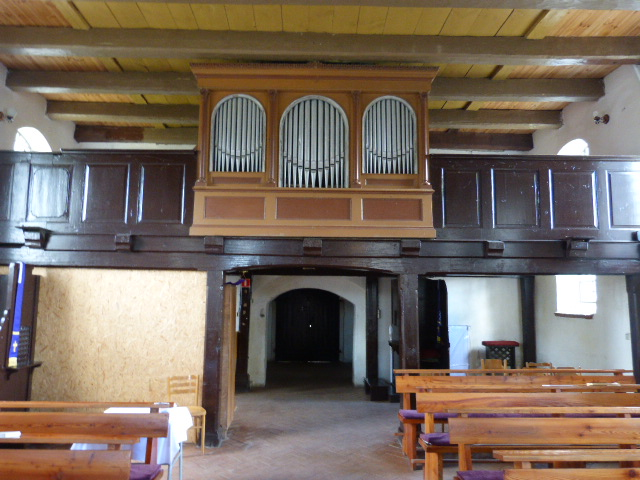
Empore mit Orgel

Im Jahre 1891 erhielt das Gotteshaus eine neue Orgel, nachdem es innen mit einem neuen Anstrich versehen worden war.
Nach 1945 wurde das gesamte Kirchengebäude mit einem grauen Putz versehen. Das Dach, anfangs mit Blech versehen, wurde neu mit Ziegeln eingedeckt.

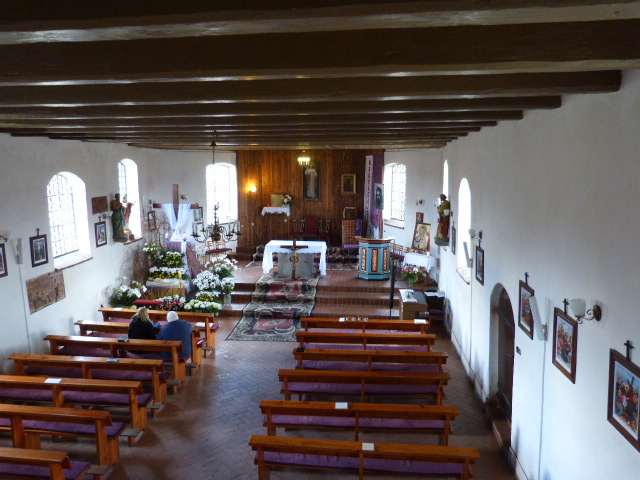
Innenansicht der Kirche

Der Altarraum der Kirche wird heute von zwei seitlichen Apostelfiguren und einem Christusbild an der Chorwand gesäumt. Auf der linken Seite steht ein Bild der Gottesmutter von Tschenstochau, der das Kirchengebäude 1946 geweiht wurde. Der Altar besteht aus einer auf einem Stein aufgesetzten Tischfläche. Die Kanzel auf der rechten Seite scheint das umgearbeitete Stück von 1782 zu sein. Das Kirchengestühl wurde erneuert, die alten Vorgängerbänke ersetzt. Ein Messingleuchter hängt an der Saaldecke mitten im Kirchenschiff.

### Glocken
Die Arnhausener Kirche hatte ursprünglich ein Geläut von zwei Glocken. Die größere von ihnen (acht Zentner schwer, Durchmesser: 90 cm) wurde 1616 gegossen. Sie hatte folgende Inschrift: Margareta v. Blankenb. Egkardt Manteuffel s. nachgelassene Witwe, nebst ihren Söhnen Christian George Churt und Egkart Gebröder Manteuffel die Patronen. Ernst Johann Krüger Pastor. Godt Der Here schop mi. Joachim Karstede ghodt mi.de Segen des Hern si bi mi.anno 1616.
Die kleinere Glocke (viereinhalb Zentner schwer) war ein Werk des Glockengießermeisters Strehl in Kolberg (polnisch: Kołobrzeg) aus dem Jahre 1852. Ihre Inschrift lautete: Kommet her zu mir alle, die ihr mühselig und beladen seid, ich will euch erquicken. Patron der Kirche Hermann Müller. Pastor Fritz Schmidt. Sie wurde am 10. Juni 1917 zum letzten Male geläutet und in der darauffolgenden Woche nach Polzin (polnisch: Połczyn-Zdrój) abgeliefert, um eingeschmolzen und für Munitionszwecke missbraucht zu werden.
Im Jahre 1925 erhielt die Kirche Ersatz. Auf Wunsch der Arnhausener Gemeinde fertigte Glockengießermeister Schilling im thüringischen Apolda eine neue Glocke. Sie wurde am Erntedanktag (4. Oktober) 1925 im Gottesdienst geweiht. Ihre Inschrift lautet: Land, Land, Land, höre des Hern Wort!.
Heute besteht das Geläut wieder lediglich aus einer Glocke. Die andere fiel dem Zweiten Weltkrieg zum Opfer.

## Kirchengemeinde

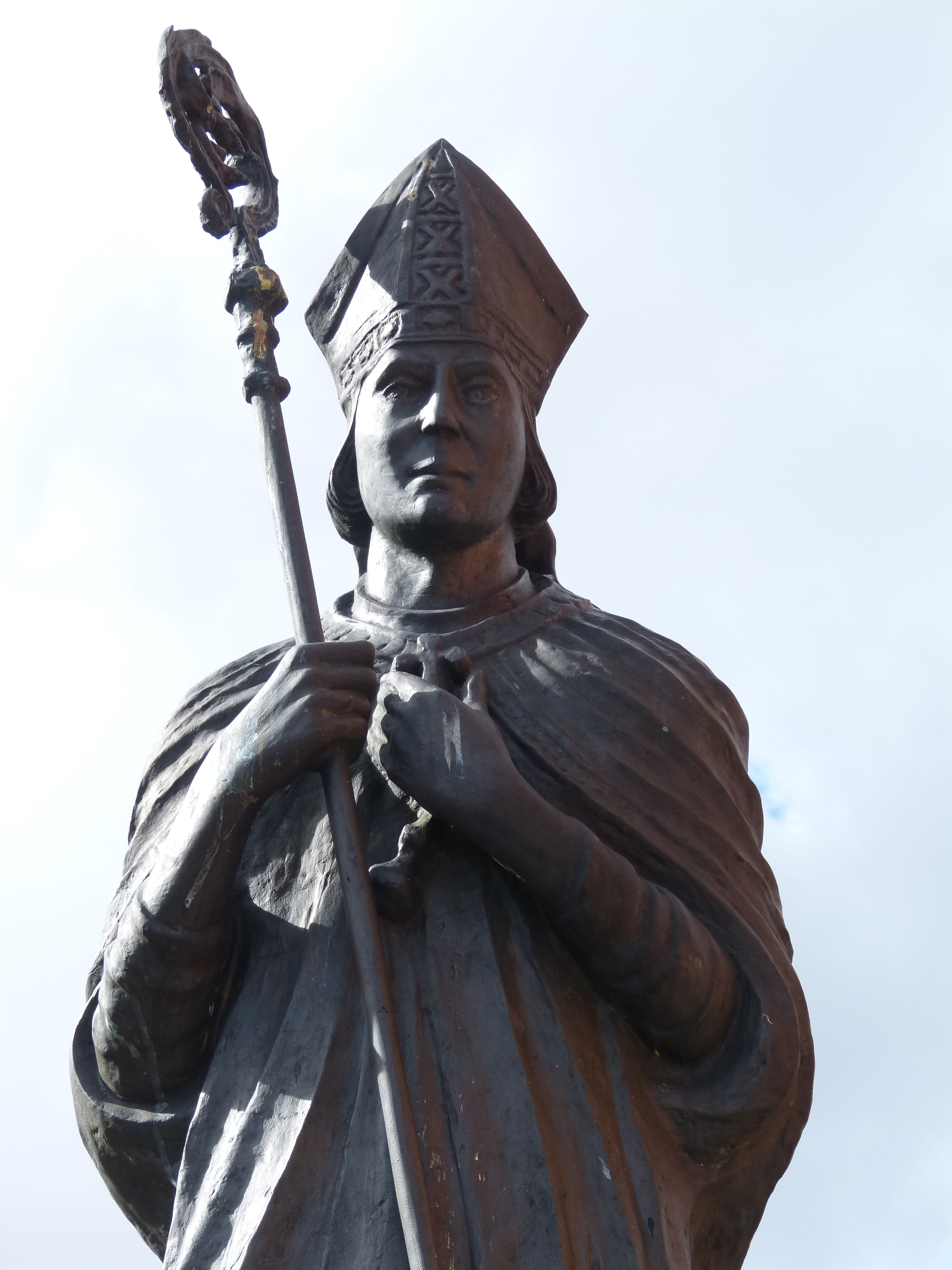
Statue des aus Arnhausen gebürtigen Bischofs Erasmus von Manteuffel

### Vorreformatorisch
Bereits in vorreformatorischer Zeit war Arnhausen ein Kirchdorf mit einem dazugehörigen weitflächigen Kirchspiel. Der Ort gehörte zum Bereich des Bistums Cammin. Der letzte Bischof dieser Diözese vor Einführung der Reformation in Pommern war der aus Arnhausen gebürtige Erasmus von Manteuffel-Arnhausen (um 1475–1544).

### Evangelisch

#### Kirchengeschichte
Etwa im Jahre 1538 traten die Bewohner Arnhausens zum lutherischen Bekenntnis über. Damals war der noch 1519 als Kaplan im Jungfrauenkloster in Köslin (polnisch: Koszalin) tätige Benedikt Zarne (auch: Sarnow, Zorn) Pfarrer an der St.-Gertrud-Kirche in Arnhausen. In seine Dienstzeit fiel auch der Um- bzw. Neubau der Kirche im Jahre 1568.
Bis zum Jahre 1945 bestand die Pfarrei in Arnhausen mit ihrem weitflächigen Kirchspiel. Neben dem Pfarrort wurden drei weitere Filialkirchen betreut, die jeweils eine eigene Kirchengemeinde bildeten: Langen (polnisch: Łęgi), Retzin (Rzecino) und Zwirnitz (Świerznica). Jede Kirchengemeinde hatte ihr eigenes Patronat: in Arnhausen zuletzt die 44 Teilbesitzer des Gutes, in Langen, Retzin und Zwirnitz die jeweilige Gutsherrschaft. Das Pfarrwahlrecht allerdings lag allein beim Patronat in Arnhausen.
Die Pfarre in Arnhausen mit ihren Filialgemeinden war bis 1945 Teil des Kirchenkreises Belgard (polnisch: Białogard) in der Kirchenprovinz Pommern der Evangelischen Kirche der Altpreußischen Union. Das Konsistorium der Provinz Pommern befand sich in Stettin.
Seit 1903 war die Kirchengemeinde Groß Rambin (polnisch: Rąbino) von Arnhausen aus mitzuversorgen. Hier wurden spezielle Pfarrvikare eingesetzt, in der NS-Zeit Hilfsprediger der Bekennenden Kirche, die der damalige Pfarrer Egbert Zieger kommen ließ. Das führte zu Konflikten mit dem von den Deutschen Christen dominierten Konsistorium sowie mit dem Belgarder Superintendenten. Vor 1945 oblag der Pfarre in Arnhausen die Betreuung von 3.858 Gemeindegliedern, von denen 1.718 zu Groß Rambin und 2.140 zu Arnhausen (Arnhausen: 960; Langen: 462, Retzin: 508, Zwirnitz: 210) gehörten. Wegen des bereits frühen Militäreinsatzes aller jungen Pfarrer im Kirchenkreis entstand auch in Arnhausen/Groß Rambin eine Vakanz. Hier übernahm die Pfarrfrau Gerda Zieger mit besonderer Erlaubnis der Kirche und später auch der russischen und polnischen Verwaltung den Dienst ihres Mannes.
Flucht und Vertreibung der einheimischen Bevölkerung machten kirchliche Arbeit im Pfarrbezirk Arnhausen fast unmöglich. Heute lebt hier eine fast ausnahmslos katholische Bevölkerung. Evangelische Kirchenglieder sind jetzt der Pfarrei in Koszalin zugeordnet. Sie gehört zur Diözese Pommern-Großpolen der Evangelisch-Augsburgischen Kirche in Polen und betreut auch die regelmäßigen evangelischen Gottesdienste (teilweise in deutscher Sprache), die in der Georgenkirche in Białogard (Belgard) stattfinden.

#### Kirchspielorte
Bis 1945 waren in die Pfarrei Arnhausen einschließlich des Pfarrvikariats Groß Rambin eingepfarrt:
| Ortsname                   | Kirchengemeinde      | Ortsname               | Kirchengemeinde       |
| -------------------------- | -------------------- | ---------------------- | --------------------- |
| Arnhausen (Lipie)          | Arnhausen (Lipie)    | Jeseritz (Jezierzyce)  | Arnhausen (Lipie)     |
| Battin (Batyń)             | Groß Rambin (Rąbino) | Karlsruh               | Arnhausen (Lipie)     |
| Ganzkow (Gąsków)           | Groß Rambin (Rąbino) | Klein Rambin (Rąbinko) | Groß Rambin (Rąbino)  |
| Glötzin (Głodzino)         | Groß Rambin (Rąbino) | Langen                 | Langen (Łęgi)         |
| Granzin (Gręzino)          | Retzin (Rzecino)     | Passentin              | Arnhausen (Lipie)     |
| Groß Rambin (Rąbino)       | Groß Rambin (Rąbino) | Retzin                 | Retzin (Rzecino)      |
| Groß Wardin (Wardyń Dolny) | Langen (Łęgi)        | Röhlshof               | Arnhausen (Lipie)     |
| Heyde (Modrzewiec)         | Arnhausen (Lipie)    | Zwirnitz               | Zwirnitz (Świerznica) |

#### Pfarrer
Bis 1945 amtierten an der St. Gertrudkirche in Arnhausen als evangelische Geistliche
| - Benedikt Zarne, 1519/1574 - Johann Krüger, 1602 - Jakob Engelke, bis 1640 - Erasmus Thamm, seit 1640 - Martin Moltzan, bis 1694 - Joachim Christian Engelken, bis 1710 - NN. Falckenhagen, 1719 - Johann Christian Crisenius, bis 1729 | - Christian Immanuel Engelken, 1730–1738 - Andres Reineck, 1738–1780 - Karl Friedrich Stiege, 1778–1787 - Johann Christian Löhr, 1787–1811 - David Friedrich Wilhelm Sellnow, 1811–1827 - Friedrich Schmidt, 1829–1870 - Albrecht Schmidt, 1870–1911 - Gustav Knaak, 1911–1932 - Egbert Zieger, 1933–1945 |

#### Kirchenbücher
Kirchenbuchunterlagen aus der Zeit vor 1945 sind nicht mehr vorhanden.

### Katholisch

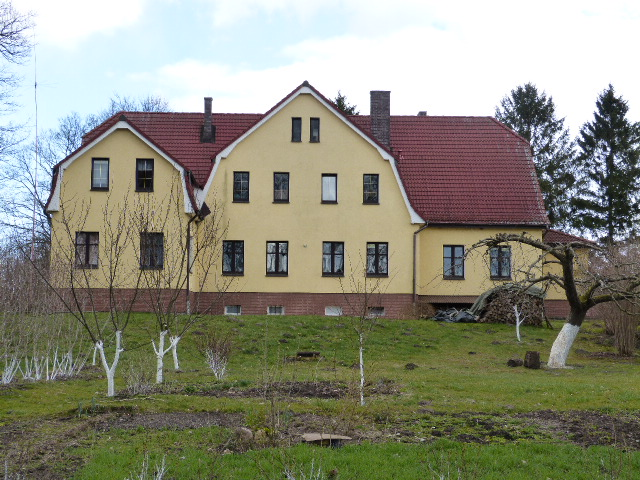
Das Pfarrhaus in Lipie, das auch schon vor 1945 als Pfarrhaus diente

#### Kirchengeschichte
Vor 1945 war die für die Arnhausener wenigen Katholiken zuständige Pfarrkirche die Herz-Jesu-Kirche in Belgard (polnisch: Białogard). In Folge des Zweiten Weltkrieges und aufgrund von Flucht und Vertreibung der einheimischen Bevölkerung kamen viele polnische Bürger in die Region Arnhausen, die fast ausnahmslos zur römisch-katholischen Kirche gehörten. Ab dem 7. Januar 1946 nutzten sie die bisher evangelische St.-Gertrud-Kirche für ihre Zwecke, nachdem sie neu geweiht und der Gottesmutter von Częstochowa (Tschenstochau) gewidmet worden war. Die seelsorgerliche Betreuung fand zunächst von außerhalb statt. Am 1. Mai 2006 schließlich wurde in Lipie eine eigene Pfarrei errichtet, die zum Dekanat Połczyn-Zdrój (Bad Polzin) im Bistum Koszalin-Kołobrzeg (Köslin-Kolberg) der römisch-katholischen Kirche in Polen gehört.
Zur Pfarrei Lipie gehören 1.900 Gemeindeglieder. Sie wohnen in der Pfarrgemeinde und auch in den beiden Filialgemeinden Nielep (Nelep) und Rzecino (Retzin), wo die einst evangelischen Kirchen heute auch als katholische Gotteshäuser dienen. Außerdem sind zwei mit Gottesdienststätten versehene Außendörfer zu versorgen: Jezierzyce (Jeseritz) und Dąbrowa Białogardzka (Damerow). Im Gebiet der Pfarrei Lipie haben sich zwei Gruppen einer Schwesternschaft niedergelassen, die zur Wspólnota Dzieci Łaski Bożej (WDŁB) gehören. Sie haben ihre Häuser in Lipie und in Role (Röhlshof) mit jeweils einer eigenen Kapelle. Die Pfarrei Lipie ist für eine Pfarrstelle ausgelegt. Seit 1983 unterstützt den Pfarrer dabei ein Kaplan (DPS) in Modrzewiec (Heyde).

#### Pfarrer
Seit der Errichtung einer eigenen Pfarrei in Lipie amtierten hier
- Mariusz Bąk, 2006–2014
- Mirosław Ruszkowski, 2014–2015
- Dariusz Pęczak, seit 2015